# 암스트롱의 공리
아래는 암스트롱 공리에 대한 설명이다.
- 부분집합의 성질(Subset Property) (반사의 공리): Y가 X의 부분 집합이면, X → Y이다.
- 확대(Augmentation) (확대의 공리): 만약 X → Y이면, XZ → YZ이다.
- 이행성(Transitivity) (이행의 공리): 만약 X → Y이고 Y → Z이면 X → Z이다.

이 공리에 의해 다음과 같은 부수적 법칙을 유도해 낼 수 있다.
- 합집합의 성질(Union): 만약 X → Y이고 X → Z이면 X → YZ이다.
- 분해의 성질(Decomposition): X → YZ이면 X → Y이고 X → Z이다.
- 유사 이행적 성질(Pseudotransitivity): 만약 X → Y이고 YZ → W이면, XZ → W이다.

## 특징
1) 암스트롱의 공리는 정당(sound)하며, 완전(complete)하다. 즉, 주어진 FD들의 집합 F로부터 반드시 F+에 속하는 FD들만 생성할 수 있기 때문에 정당하다. 또한 위의 세가지 법칙을 반복해서 적용하면 폐포(closure) F+에 속하는 모든 FD들을 생성할 수 있으므로 완전하다.
2) 이 법칙은 다음과 같은 성질을 갖는다.
- 건전하다(sound) : 이 규칙들을 잘못된 함수 종속을 생성하지 않는다.
- 완전하다(complete) : 이 규칙은 주어진 함수 종속의 집합 F에 대해서 모든 F+를 생성할 수 있다.